# Vũ Thị Ngọc Huấn
Vũ Thị Ngọc Huấn (Ngọc Xuyến) là Chiêu nghi Đệ nhất cung tần, vợ chúa Trịnh Tạc (vị chúa Trịnh thứ 3), thời Lê trung hưng.

## Thân thế và gia đình
Vũ Thị Ngọc Huấn, tên húy là Ngọc Xuyến (hay Ngọc Liên), phật hiệu Huệ trưởng kiên cố Đại bồ tát, sinh ngày 8 tháng 3 Giáp Thìn, Hoằng Định thứ 5 (1604); mất ngày 8 tháng 6 năm Bính Dần (1686). Bà là người họ Phạm, nguyên quán xã Minh Hạo, huyện Từ Liêm, phủ Quốc Oai. Từ nhỏ đã mồ côi cả cha lẫn mẹ, đi làm con nuôi Thượng tướng quân, Tham đốc đồng tri, Quận công Vũ Phúc An (Tất Phù), quê xã My Thự, huyện Đường An, phủ Thượng Hồng
.
Trước đó, do cha mẹ mất sớm, khoảng 10 tuổi Bà đã phải theo người bán cỏ ở ven kinh thành để kiếm sống. Quận công Vũ Phúc An khi đó làm quan ở cục vàng bạc thấy vậy nhận Bà làm con nuôi. Khi 14 tuổi, Bà đã trở lên xinh đẹp, đoan trang, tư cách ôn nhuần, có đầy đủ tứ đức, được Trịnh Tạc (lúc đó còn làm Thế tử) đem lòng yêu mến, lấy làm vợ (năm 1619). Đến lúc Trịnh Tạc lên ngôi chúa (1657), bà trở thành cung phi, được phong làm Chiêu nghi, Đệ nhất cung tần.
Bà và Trịnh Tạc có hai người con gái: (1). Trưởng công chúa Trịnh Thị Ngọc Án, được ví đẹp như một vầng trăng, một cành hoa trong vườn thượng uyển; (2). Thứ công chúa Trịnh Thị Ngọc Giang (Cang), là con cháu dòng dõi nhà vua, lấy chồng danh giá, là trụ cột của đất nước. Vũ Thị Ngọc Huấn và các con gái của Bà được đánh giá là xinh đẹp, giỏi giang và có tấm lòng từ bi, nhân hậu, thương người dân nghèo khổ, được người dân thời đó ghi nhớ công ơn, khắc bia, dựng tượng tôn thờ.

## Ban tặng ruộng, tiền cho dân quê
Thời Lê -Trịnh, làng Xuân Tảo thuộc vùng nghèo ít ruộng đất, chủ yếu là đầm lầy, hoang hóa, dân tình rất đói khổ (thời Lý - Trần nơi đây thường dùng làm nơi nhốt tù binh Chiêm Thành). Khi về thăm quê, thấy cảnh người dân đói khổ, Bà và con gái Quận chúa Ngọc Giang đã bỏ tiền mua ruộng, ao tặng dân làng và cúng tiến cho các chùa (Bà mua 10 mẫu 2 sào, 8 thước ruộng tặng làng; con gái mua 6 mẫu 2 sào ruộng, ao cúng vào các chùa).
Ngoài ra, Bà còn mua hơn 529 mẫu ruộng đất của nhà Chúa để hiến cho người dân làm ruộng cày (không thu tô); cải tạo đất hoang hóa trở thành mầu mỡ, giúp người dân thêm đất ruộng để sinh sống.
Với vùng quê My Thử, Đường An, Hải Dương (quê của bố mẹ nuôi, quê ngoại), Bà cũng dùng tiền của mình mua ruộng, tặng ngân lượng, tiền cổ cho người dân sinh sống và dùng vào việc thờ tự.

## Trùng tu, xây dựng đền chùa
Khi Trịnh Tạc mất, bà trở về sinh sống tại Xuân Tảo, Từ Liêm, bỏ tiền ra tu sửa lại đền, chùa, mua ruộng cúng tiến vào chùa, tặng làng làm ruộng công chia cho trai đinh. Khi đã cuối đời, Bà dốc tâm sức, tiền của trùng tu Đền thờ Phù Đổng Thiên Vương (còn gọi là Đền Sóc Xuân Đỉnh), được xây dựng từ thế kỷ 12 (thời Lý) với quy mô khang trang. Đây là một ngôi Đền linh thiêng, có ý nghĩa tâm linh ở Thăng Long. Thời trước các vua Lý, Trần, Lê ... thường về tế lễ hàng năm đến cuối đời nhà hậu Lê do chiến tranh, loạn lạc mới thôi.
Ngoài Đền Sóc, bà và con gái Ngọc Giang cũng đã cung tiến, công đức tôn tạo, xây dựng đền chùa. Tại Chùa Hương (làng Yến Vĩ, xã Hương Sơn, huyện Mỹ Đức) trong Bia chùa Thiên Trù còn ghi công đức của Bà về tôn tạo "Kim Dung bảo điện" của chùa (tháng 3 năm Chính Hòa thứ 7 (1686) (tại đây Bà đã công đức 6 quan tiền cổ; con gái Trịnh Thị Ngọc Giang và Nguyễn Đăng Lục cúng 20 quan tiền cổ). Tại My Thử, Đường An Bà đã tặng các làng xung quanh ngân lượng, ruộng tiền để tu sửa đền chùa, làm nơi thờ tự.

## Được ghi công lao, tôn thờ

### Tại Quế phủ (Phủ Chúa)
Sau khi bà mất, nhớ tới công ơn, dân làng Xuân Tảo và vùng ven kinh thành bên Hồ Tây đã lập Châu cung Quế phủ (còn gọi là Phủ Chúa, nay là Khu Lộc, phường Xuân Đỉnh) và dựng tượng thờ bà. Pho tượng Chiêu nghi Vũ Thị Ngọc Xuyến (Ngọc Huấn) tại Quế phủ là một trong hai pho tượng thuộc loại điêu khắc chân dung quý hiếm ở Việt Nam (pho tượng thứ hai là Thiền sư Từ Đạo Hạnh ở chùa Láng).
Pho tượng Chiêu Nghi Vũ Thị Ngọc Xuyến được đan bằng mây song bên trong, bên ngoài sơn mài, được tạo hình có tỷ lệ các kích thước như người thật. Tượng Bà ngồi trong thế ngồi thanh nhàn, đế vương, tay phải đặt trên gối, tay trái đặt trên đùi, thể hiện được những chuẩn mực về vẻ đẹp của phụ nữ Á Đông, kiêu sa, quý phái nhưng lại hiền từ, phúc hậu. Làng Xuân Tảo nổi tiếng về đan mây tre nên pho tượng là tác phẩm của chính nhưng người nghệ nhân trong làng,,. Ngày nay, hàng năm, dân làng Xuân Đỉnh và vùng ven đô bên Hồ Tây vẫn làm lễ những ngày húy kỵ của Bà, và gọi là bà Chúa Châu cung Quế phủ (Quế phủ được Ủy ban nhân dân Thành phố Hà Nội công nhận di tích lịch sử nghệ thuật năm 2007). Ngoài ra, Khu Lăng mộ của Bà hiện được tôn tạo, khang trang tại Xuân Đỉnh, Từ Liêm, Hà Nội.

### Tại Đền Sóc (Phù Đổng Thiên Vương)
Hai bên Đền chính có hai ngôi đền phụ. Đền bên trái thờ quan Thái giám, có công phân chia lại đất cho Xuân Tảo và Quán La; Đền bên phải thờ bà Vũ Thị Ngọc Xuyến và con gái là Quận chúa Trịnh Thị Ngọc Giang đã có công đức tu sửa lại Đền Sóc. Đằng sau Đền còn một tấm bia đá lớn chạm rồng chầu mặt nguyệt, có tiêu đề "Báo đức bi ký" ghi công đức của mẹ con Bà trong việc tu sửa Đền và đối với dân làng Xuân Tảo. Bia dựng năm Chính Hòa thứ 7 (1686), do tiến sĩ họ Lê, tự là Sơn Khê, chức Bồi tụng Lại bộ thị lang, tước Lai sơn Nam soạn. Ngày nay, Đền Sóc đã được Bộ Văn hóa -Thông tin công nhận là di tích lịch sử văn hóa cấp nhà nước (ngày 15 tháng 11 năm 1991).

### Tại Khu Đền Bà Chúa Me (Hải Dương)
Tại Hải Dương từ trước đến nay mới biết đến ba trường hợp được lập sinh từ, gồm Hưng đạo Đại vương Trần Quốc Tuấn; Thiếu úy, Thái bảo, Quận công Đinh Văn Tả ở thành phố Hải Dương và Chiêu nghi Vũ Thị Ngọc Huấn ở thôn Phục Lễ, xã Vĩnh Hồng, Bình Giang. Trong nhà bia, có hai tấm bia: Một Bia được lập năm 1679, ghi lại công đức của Bà, do Tham tòng Công bộ Thượng thư, kiêm Đông các Đại học sĩ, tước Quận công Hồ Sỹ Dương phụng soạn; tấm bia thứ 2, nói về việc thờ cúng. Tấm bia này được lập năm Chính Hòa 17 (1696), do Tiến sỹ Lê Phủ, chức Tham tụng, Thượng thư Hình bộ Tri trung Thư giám, tước Lai sơn tử phụng soạn. Hiện nhà Bia sinh từ thuộc quần thể Khu tích Đền Bà Chúa Me, di tích lịch sử cấp tỉnh (theo Quyết định số 333/QĐ-UBND ngày 22 tháng 01 năm 2019 của UBND tỉnh Hải Dương). Tại đây, lăng mộ của Quận chúa Trịnh Thị Ngọc Án cũng được tôn tạo, xây dựng lại trong Khu Di tích.

### Danh mục nguồn
- Phan Huy Chú (2007), Lịch triều Hiến chương loại chí, tập một (Tổ phiên dịch viện sử học phiên dịch và chú giải), Hà Nội: Nhà xuất bản Giáo dục.
- Vũ Xuân Hùng (2024), Hai bà chúa xứ Me - Quê hương, gia đình và sự nghiệp, Hà Nội: Nhà xuất bản Lao động.
- Quốc sử quán triều Nguyễn (1998), Khâm định Việt sử Thông giám Cương mục (PDF), Hà Nội, Bản gốc (PDF) lưu trữ ngày 23 tháng 1 năm 2022, truy cập ngày 23 tháng 8 năm 2023{{Chú thích}}:  Quản lý CS1: địa điểm thiếu nhà xuất bản (liên kết)
- Nguyễn Bích Ngọc (2010), 36 hoàng hậu, hoàng phi Thăng Long Hà Nội, Cung phi Vũ Thị Ngọc Xuyến, Hà Nội: NXB Thanh niên.
- Hồ Phương Lan (2004), Ngàn năm văn hóa đất Thăng Long, Bài "Đền Sóc và "Bia Báo đức", Hà Nội: NXB Lao động.
- Nguyễn Tá Nhí, Đặng Văn Tu, Nguyễn Thị Trang, Lưu Đình Đăng (2007), Văn bia Hà Tây, Hà Tây: Bảo tàng tổng hợp Sở Văn hóa thông tin thể thao Hà Tây{{Chú thích}}:  Quản lý CS1: nhiều tên: danh sách tác giả (liên kết).
- Nguyễn Như Ý, Nguyễn Thành Chương, Bùi Thiết (2004), Từ điển địa danh văn hóa và thắng cảnh Việt Nam, Hà Nội: NXB Khoa học xã hội{{Chú thích}}:  Quản lý CS1: nhiều tên: danh sách tác giả (liên kết).
- Vũ Thanh Sơn (2007), Những vị thần được thờ ở Hà Nội, Bài Chiêu nghi Vũ Thị Ngọc Xuyến, Hà Nội: NXB Hà Nội.
- Trịnh Vũ Anh Xuân (2024), Vũ Trịnh chi tộc phả ký 1519-2024, Hà Nội: Nhà xuất bản Thông tin và Truyền thông.
- "Trang thông tin điện tử Bà chúa Me". Bia sinh từ hơn 300 năm tuổi; Phục Lễ, Vĩnh Hồng, Vùng đất của hai bà chúa. Ban Quản lý Di tích Đền thờ Quốc Thánh Mẫu, xã Vĩnh Hồng, huyện Bình Giang, Hải Dương.